# Ini Kamoze
 (juin 2017).
Ini Kamoze de son vrai nom Cecil Campbell, est un chanteur de reggae jamaïcain, né le 9 octobre 1957 à Port-Maria.
Il est devenu célèbre, en 1994, avec son tube Here Comes the Hotstepper, utilisé dans la bande originale du film Prêt à Porter de Robert Altman.
Ini Kamoze est apparu sur la scène internationale au cours des années 1980, en proposant un reggae frais, à la limite du ragga et de la dance. 

## Biographie
Il fait ses premières armes au sein du collectif Taxi, avec lequel il participe à de nombreux singles mais aussi à une grosse tournée Taxi Connection International Tour, aux côtés de Yellowman et Half Pint. Après cette première expérience, Ini Kamoze se met à son compte et sort son premier album Pirate en 1986. Les années suivantes, il accumule les succès avec des tubes comme Shocking Out, Settle with Me, Call the Police ou Taxi with Me. À partir de 1988, il quitte le devant de la scène et se retire pour faire une pause. De retour en 1994, il signe un contrat chez Sony et sort Here Comes the Hotstepper. Cette chanson figure sur la compilation reggae Stir It Up et bien entendu sur la bande originale du film de Robert Altman, Prêt-à-Porter. L'année suivante, il participe au deuxième volet de Jazzmatazz, l'album de Guru.
Ini Kamoze est également le premier interprète de World A Music, présente sur l'album Here Comes The Hotstepper, dont le riddim, connu sous le nom de World Jam Riddim, sera repris par un grand nombre d'artistes reggae ou dancehall, tels qu'Anthony B (World a Reggae Music) ou Damian Marley avec son tube Welcome to Jamrock, mais également beaucoup d'autres.

## Anecdotes
Le 21 avril 2013, la marque Evian utilise le remix de Yuksek, de la chanson Here Comes The Hotstepper, pour sa nouvelle campagne de pub mondiale.